# Black Canyon City
Black Canyon City ist ein Census-designated place im Yavapai County im US-Bundesstaat Arizona. Das U.S. Census Bureau hat bei der Volkszählung 2020 eine Einwohnerzahl von 2.677 ermittelt.

## Lage
Der Ort liegt im Zentrum Arizonas am Agua Fria River südlich des Agua Fria National Monuments und nahe der Grenze zwischen Yavapai County und Maricopa County. Über die Interstate 17 ist man schnell in der Großstadt Phoenix.

## Geschichte
Black Canyon City hatte in der Vergangenheit verschiedene Namen; so wurde es zeitweise Coddard, Canon oder auch Black Canyon genannt. Es war ein Postkutschenstopport auf der Phoenix-Prescott-Linie. Ebenso kamen die Reisenden zwischen Fort Whipple und Fort Verde hier vorbei.
Black Canyon war das Tor zum Hochplateau und den Bergen. Der Woolsey Trail bekam seinen Namen von King Woolsey, einem frühen Siedler der hier in der Mitte von 1860 mit dem ersten Siedlerwagen aufgetaucht ist. Zu Beginn des Jahres 1872 wurde durch die am Agua Fria River gelegene Raststätte sowie der Jack Swillings Ranch die Ortschaft gegründet. Die Pferdekutschenverbindung zwischen Phoenix und Prescott wurde 1917 eingestellt. Im Laufe der 1920er Jahre wurde Black Canyon City mit elektrischer Energie versorgt, sie kam von der Kay Copper Mine, die schloss 1929 ihre Tore. In den 1960er Jahren wurde im Zusammenhang mit dem Interstatebau auch eine Landreform durchgeführt.

## Persönlichkeiten
Black Canyon City ist eng mit dem Namen Jack Swilling verbunden. Während des Sezessionskrieges ging er mehreren legalen und illegalen Beschäftigungen nach. Durch seine Minengründung 1873 sorgte er in Black Canyon City für eine Bevölkerungsexplosion. Er verstarb 1878 auf seiner Ranch im Ortsgebiet.